# Honorowi obywatele Poznania
Honorowi obywatele Poznania – lista osób, którym Rada Miasta Poznania przyznała „Honorowe Obywatelstwo Miasta Poznania” – szczególny tytuł otrzymywany za wyjątkowe zasługi dla Polski i Poznania. Wyróżnione tytułem osoby otrzymują dyplom, kwiaty oraz statuetkę.

## Uregulowania prawne
Historycznie, od pierwszego przyznanego wyróżnienia „Honorowego Obywatelstwa Miasta Poznania”, za honorowanie osób odpowiedzialna była Rada Miejska Poznania. Pierwsze tytuły „Honorowego Obywatelstwa Miasta Poznania” po przywróceniu w Polsce demokratycznego samorządu przyznawano wyłącznie na podstawie art. 18 ust. 2 pkt 14 ustawy o samorządzie terytorialnym. Miejscowe zasady przyznawania „Honorowego Obywatelstwa Miasta Poznania” regulowane były natomiast uchwałą Rady Miasta Poznania I kadencji nr XXX/172/91 z dnia 4 czerwca 1991 roku. Jak zapisano w treści uchwały, tytuł ten nadawała Rada w drodze uchwały podjętej na wniosek Radnych, Przewodniczącego Rady lub Prezydenta Miasta – bezwzględną większością głosów, w obecności co najmniej 2/3 ustawowego składu Rady. Rada Miasta Poznania mogła ponadto, w drodze uchwały, pozbawić honorowych wyróżnień w razie stwierdzenia utraty praw honorowych przez odznaczonego. Założenia te zmieniono uchwałą Rady Miasta Poznania IV kadencji nr XIX/140/IV/2003 z dnia 3 czerwca 2003 roku, w której usunięto zapis o wymogu bezwzględnej większości głosów oraz możliwości pozbawienia wyróżnienia, a także uzupełniono możliwość zgłaszania kandydatur do tytułu przez komisje Rady, po zasięgnięciu opinii klubów radnych działających w Radzie Miasta Poznania. Wręczenia wyróżnień honorowych dokonuje Przewodniczący Rady w obecności Prezydenta Miasta, zazwyczaj na uroczystej sesji Rady Miasta, w dzień Patronów Poznania – Świętych Piotra i Pawła. Ewidencję przyznanych wyróżnień prowadzi Biuro Rady Miasta. Ostatnie zmiany w zasadach przyznawania wyróżnień przyjęła Rada Miasta Poznania V kadencji w uchwale nr LXXII/1000/V/2010 z dnia 15 maja 2010 roku zaznaczając, iż wyróżnienie przyznaje się wyłącznie osobom żyjącym i nie więcej niż jednej osobie w roku.

## Honorowe Obywatelstwo Miasta Poznania do 1918 roku
Hugo Ludwig von Below otrzymał 11 czerwca 1885 roku zgodę na przyjęcie honorowego obywatelstwa miasta Poznania. Tytuł ten posiadali też Robert von Zedlitz-Trützschler, Richard von Seeckt, Richard Witting, Wilhelm von Waldow oraz Erich Ludendorff. Wybuch I wojny światowej spowodował, iż Rada Miejska Poznania – licząc na odzyskanie niepodległości dzięki możliwemu zwycięstwu Cesarstwa Niemieckiego, postanowiła wyróżnić tytułem „Honorowego Obywatela Miasta Poznania” niemieckiego feldmarszałka Paula von Hindenburga argumentując, „że ocalił Poznań i Księstwo od najazdu Rosjan i od spustoszenia”. Tytuł przyznany dowódcy 28 października 1914 roku został mu jednak odebrany w 1919 roku w wyniku działań podejmowanych po zwycięstwie strony polskiej w powstaniu wielkopolskim. Na podstawie uchwały magistratu z 29 czerwca 1920 zdecydowano o wykreśleniu z ksiąg wszystkich mianowanych przed 1 stycznia 1919 honorowych obywateli miasta Poznania.

## Honorowe Obywatelstwo Miasta Poznania w dwudziestoleciu międzywojennym
Pierwszym „Honorowym Obywatelem Miasta Poznania” po odzyskaniu niepodległości był Ignacy Jan Paderewski, któremu tytuł ten przyznała Rada Miejska Poznania uchwałą z dnia 21 stycznia 1920 roku. Drugim wyróżnionym był Wojciech Trąmpczyński, który swój tytuł otrzymał na podstawie uchwały z dnia 28 września 1920 roku. Po czternastu latach przerwy w przyznawaniu wyróżnień, uchwałą z dnia 25 kwietnia 1934 roku wyróżniono trzecią, a zarazem ostatnią osobę przed II wojną światową – Cyryla Ratajskiego. 
| Rok  | Laureat               | Laureat               | Źródło |
| ---- | --------------------- | --------------------- | ------ |
| 1920 |                       | Ignacy Jan Paderewski | [ 3 ]  |
| 1920 | Wojciech Trąmpczyński |                       | [ 3 ]  |
| 1934 |                       | Cyryl Ratajski        | [ 14 ] |

## Honorowe Obywatelstwo Miasta Poznania od 1990 roku
W okresie powojennym tytułu nie przyznawano przez kilka dziesięcioleci. Od 1990 do 2025 roku tytuł przyznano 39 osobom. Wyróżnienia nie przyznano w czterech latach: 1994, 1998, 1999 oraz 2002. W 1992 oraz 1996 roku tytuł przyznano nie jednej (jak jest to przyjęte zwyczajowo), a trzem osobom, natomiast w 2005, 2006 oraz 2009 roku – dwóm osobom. Jedynymi uhonorowanymi osobami pochodzącymi spoza Polski zostali Margaret Thatcher oraz Árpád Göncz. Wśród wyróżnionych znalazło się 13 kobiet oraz 26 mężczyzn.
| Rok  | Laureat            | Laureat                      | Uzasadnienie |
| ---- | ------------------ | ---------------------------- | --- |
| 1990 |                    | Edward Raczyński             | „w uznaniu ogromnych zasług położonych dla Poznania i Wielkopolski” |
| 1991 |                    | Helena Przybyłek-Porębna     | „składając hołd bohaterskiej postawie Pani Heleny Przybyłek-Porębnej w czasie pamiętnych wydarzeń czerwcowych 1956 roku” |
| 1992 |                    | Wiktor Dega                  | „w uznaniu całokształtu pracy naukowej, badawczej i wychowawczej w dziedzinie ortopedii i rehabilitacji fizycznej inwalidów, organizowania nowoczesnego kompleksu kliniki Medycyny Rehabilitacyjnej i Zakładu Rehabilitacji Przemysłowej, tak bardzo związanej z naszym miastem i z działalnością medyczną na rzecz miasta”      |
| 1992 |                    | Zbigniew Zakrzewski          | „w uznaniu całokształtu pracy naukowej, badawczej i wychowawczej prowadzonej podczas wieloletniej pracy w Akademii Ekonomicznej w Poznaniu oraz w uznaniu roli popularyzatora historii i zabytków naszego miasta wyrażającej się w szeregu książek przypominających naszym mieszkańcom ich chlubną przeszłość”                   |
| 1992 |                    | Stefan Stuligrosz            | „uznając wyjątkowy wkład Profesora w działalność kulturalną na terenie Poznania, szczególnie zaś za zorganizowanie i nieprzerwane – od 1939 roku – kierowanie Chórem Chłopięcym i Męskim „Poznańskie Słowiki”, który szybko zyskał uznanie w całym kraju i poza jego granicami, stając się chlubą i symbolem naszego miasta”     |
| 1993 |                    | Janusz Ziółkowski            | „uznając wybitną działalność samorządową, naukową, społeczną i polityczną Profesora, Jego wielki wkład w przemiany społeczno-polityczne, wprowadzane w Poznaniu, naszym województwie i w Polsce od Sierpnia 1980 roku” |
| 1995 |                    | Stanisław Broniewski         | „uznając wybitny wkład w walkę o wyzwolenie Polski spod okupacji hitlerowskiej podczas II wojny światowej, jak również wielkie zasługi dla poznańskiego harcerstwa” |
| 1996 |                    | Margaret Thatcher            | „uznając wybitną osobowość oraz zasługi dla rozwoju kontaktów brytyjsko-polskich, a zwłaszcza dla wspierania rozwoju gospodarki rynkowej oraz edukacji ekonomicznej w Poznaniu” |
| 1996 |                    | Árpád Göncz                  | „uznając wybitną osobowość oraz zasługi dla rozwoju demokracji, z okazji rocznicy „Poznańskiego Czerwca 1956 r.” oraz 40 rocznicy Powstania na Węgrzech” |
| 1996 |                    | Jerzy Stroba                 | „uznając szczególne zasługi Metropolity Poznańskiego dla kształtowania życia Miasta Poznania i regionu oraz ogromną odpowiedzialność i wsparcie duszpasterskie w trudnym okresie przemian społeczno-gospodarczych” |
| 1997 |                    | Jan Paweł II                 | „w dowód wdzięczności za udział w życiu duchowym mieszkańców Poznania i wieloletnie związki z miastem, w uznaniu ogromnego autorytetu moralnego i religijnego, jako wyraz przywiązania i szacunku” |
| 2000 |                    | Jan Nowak-Jeziorański        | „uznając wybitną osobowość oraz zasługi dla rozwoju demokracji” |
| 2001 |                    | Wanda Błeńska                | „w dowód uznania za zasługi podczas długoletniej, pełnej poświęceń pracy wśród osób trędowatych w Afryce” |
| 2003 |                    | Przemysław Bystrzycki        | „wyrażając wdzięczność i uznanie za ofiarną służbę Ojczyźnie, w szczególności w latach II wojny światowej – w szeregach Armii Polskiej i „cichociemnych” żołnierzy Armii Krajowej oraz za wyjątkowe zasługi dla intelektualnego i społecznego życia naszego Miasta”                                                              |
| 2004 |                    | Gerard Labuda                | „wyrażając uznanie dla wielkich osiągnięć naukowych, olbrzymiego wkładu badawczego w poznanie polskich dziejów, dbałości o patriotyczne nauczanie młodzieży akademickiej oraz doceniając wyjątkowe zasługi dla rozwoju poznańskiego środowiska naukowego i godną postawę uczonego”                                               |
| 2005 |                    | Marian Żelazek               | „wyrażając wdzięczność, uznanie oraz głęboki szacunek za wybitnie humanitarną działalność, podporządkowaną wartości życia ludzkiego i godności człowieka oraz pomocy chorym ubogim, w szczególności trędowatym w Indiach” |
| 2005 |                    | Karol Pospieszalski          | „wyrażając wielkie uznanie dla dorobku badawczego, szacunek dla niezłomnej postawy uczonego i patrioty, całym życiem oddanego Ojczyźnie członka struktur konspiracyjnych w latach niemieckiej okupacji, doceniając wyjątkowe zasługi w odkrywaniu prawdy o współczesnych dziejach Polski, a w szczególności jej Ziem Zachodnich” |
| 2006 |                    | Zenon Grocholewski           | „wyrażając uznanie oraz głęboki szacunek dla wybitnej działalność publicznej i naukowej, w szczególności w zakresie nauk prawniczych” |
| 2006 |                    | Włodzimierz Gedymin          | „wyrażając uznanie za skuteczne działania 2 września 1939 roku w obronie przestrzeni powietrznej nad Poznaniem oraz wytrwałą i waleczną służbę w obronie Ojczyzny w czasie II Wojny Światowej” |
| 2007 |                    | Jan Góra                     | „wyrażając uznanie oraz głęboką wdzięczność za 30 lat pracy duszpasterskiej i wychowawczej z poznańską młodzieżą i studentami oraz promowanie Poznania w Polsce i Europie” |
| 2008 |                    | Stanisław Barańczak          | „wyrażając wielkie uznanie dla wybitnych dokonań literackich i naukowych oraz głęboki szacunek dla szlachetnej postawy w trudnych latach naszej historii” |
| 2009 |                    | Lech Wałęsa                  | „wyrażając najwyższe uznanie dla wybitnych dokonań w demokratycznej przebudowie Państwa Polskiego oraz głęboki szacunek dla pełnej poświęcenia i konsekwencji postawy w przełomowych latach naszej historii” |
| 2009 | Tadeusz Mazowiecki |                              | „wyrażając najwyższe uznanie dla wybitnych dokonań w demokratycznej przebudowie Państwa Polskiego oraz głęboki szacunek dla pełnej poświęcenia i konsekwencji postawy w przełomowych latach naszej historii” |
| 2010 |                    | Teresa Rabska                | „w uznaniu dla dorobku naukowego, ze szczególnym uwzględnieniem pracy na rzecz odbudowy samorządności w Polsce i budowy społeczeństwa obywatelskiego” |
| 2011 |                    | Lech Trzeciakowski           | „wyrażając uznanie dla dorobku naukowego ze szczególnym uwzględnieniem badań nad dziejami Wielkopolski i Poznania oraz doceniając zasługi w kształceniu młodzieży akademickiej” |
| 2012 |                    | Hanna Suchocka               | „wyrażając najwyższe uznanie wobec zasług dla rozwoju niepodległej Rzeczypospolitej oraz głęboki szacunek dla postawy życiowej, uosabiającej patriotyzm i tradycyjne wielkopolskie wartości” |
| 2013 |                    | Izabella Cywińska            | „wyrażając uznanie dla wybitnych osiągnięć i zasług dla Miasta Poznania oraz kultury narodowej” |
| 2014 |                    | Andrzej Legocki              | „wyrażając uznanie dla dorobku naukowego oraz doceniając zasługi dla rozwoju poznańskiego środowiska naukowego ze szczególnym uwzględnieniem działań na rzecz Polskiej Akademii Nauk” |
| 2015 |                    | Agnieszka Duczmal            | „w uznaniu dla wybitnych osiągnięć muzycznych ze szczególnym uwzględnieniem dorobku Orkiestry Kameralnej Polskiego Radia „Amadeus” oraz doceniając zasługi dla kształtowania artystycznego oblicza Poznania” |
| 2016 |                    | Jan Węglarz                  | „wyrażając uznanie dla wybitnego dorobku naukowego oraz doceniając zasługi dla rozwoju nauki polskiej ze szczególnym uwzględnieniem działań na rzecz budowy społeczeństwa informatycznego” |
| 2017 |                    | Hanna Kóčka-Krenz            | „wyrażając uznanie dla wybitnych osiągnięć naukowych z zakresu archeologii i historii wczesnego średniowiecza ze szczególnym uwzględnieniem prac badawczych na Ostrowie Tumskim w Poznaniu i odnalezienia rezydencji pierwszych Piastów”                                                                                         |
| 2018 |                    | Ryszard Krynicki             | „wyrażając uznanie dla wybitnego dorobku literackiego i edytorskiego oraz głęboki szacunek dla niezłomnej postawy w trudnych latach naszej historii” |
| 2019 |                    | Andrzej Wituski              | „w uznaniu zasług dla rozwoju miasta Poznania ze szczególnym uwzględnieniem osiągnięć w dziedzinie kultury i sztuki” |
| 2020 |                    | Maria Siemionow              | „wyrażając uznanie dla dorobku naukowego i dydaktycznego w zakresie nauk medycznych ze szczególnym uwzględnieniem wybitnych osiągnięć w dziedzinie transplantologii” |
| 2021 |                    | Teresa Zarzeczańska-Różańska | „w uznaniu zasług dla rozwoju sportu i wychowania młodzieży, a także osiągnięć sportowych, ze szczególnym uwzględnieniem osiągnięć w pływaniu na długich dystansach” |
| 2022 |                    | Wojciech Łączkowski          | „wyrażając uznanie dla wieloletniej pracy na rzecz rozwoju demokracji oraz dla dorobku naukowego i dydaktycznego z zakresu prawa i finansów” |
| 2023 |                    | Andżelika Borys              | „wyrażając uznanie dla wieloletniej, pełnej poświęceń pracy na rzecz obrony demokracji, praw człowieka i wolności słowa oraz działań podejmowanych w obronie kultury polskiej na Białorusi” |
| 2024 |                    | Jadwiga Rotnicka             | „wyrażając uznanie dla osiągnięć naukowych i dydaktycznych, a także za zaangażowanie w budowę Polski samorządnej i demokratycznej” |
| 2025 |                    | Maria Krzyżańska             | „wyrażając uznanie dla zaangażowania w walkę o niepodległość Rzeczypospolitej Polskiej oraz doceniając pracę na rzecz kształtowania w młodym pokoleniu postaw patriotycznych i pamięci o niezłomnym duchu żołnierzy Armii Krajowej”                                                                                              |